# Patinação artística nos Jogos Olímpicos de Inverno de 2022 - Equipes
O evento por equipes da patinação artística nos Jogos Olímpicos de Inverno de 2022 foi realizado no Ginásio Indoor da Capital, em Pequim, entre os dias 4 e 7 de fevereiro.

## Medalhistas
|  | ROC |  | USA Estados Unidos |  | JPN Japão |
|  | Mark Kondratiuk Kamila Valieva Anastasia Mishina Aleksandr Galliamov Victoria Sinitsina Nikita Katsalapov |  | Nathan Chen[PRE] Vincent Zhou Karen Chen Alexa Knierim Brandon Frazier Madison Hubbell Zachary Donohue[PRE] Madison Chock[PRE] Evan Bates |  | Shōma Uno Yuma Kagiyama Wakaba Higuchi Kaori Sakamoto Riku Miura Ryuichi Kihara Misato Komatsubara Tim Koleto |

PRE. ^ Atletas que competiram em rodadas preliminares ou de qualificação, mas não na rodada final.

## Programação
Horário local (UTC+8).
| Data           | Horário | Evento                                |
| -------------- | ------- | ------------------------------------- |
| 4 de fevereiro | 9:55    | Individual masculino – Programa curto |
| 4 de fevereiro | 11:35   | Dança no gelo – Programa curto        |
| 4 de fevereiro | 13:15   | Duplas – Programa curto               |
| 6 de fevereiro | 9:30    | Individual feminino – Programa curto  |
| 6 de fevereiro | 11:50   | Individual masculino – Programa livre |
| 7 de fevereiro | 9:15    | Duplas – Programa livre               |
| 7 de fevereiro | 10:30   | Individual feminino – Programa livre  |
| 7 de fevereiro | 11:35   | Dança no gelo – Programa livre        |

## Participantes
| País                | Masculino                          | Feminino                                | Duplas                                                                         | Dança no gelo                                                          |
| ------------------- | ---------------------------------- | --------------------------------------- | ------------------------------------------------------------------------------ | ---------------------------------------------------------------------- |
| CAN Canadá          | Roman Sadovsky                     | Madeline Schizas                        | Kirsten Moore-Towers / Michael Marinaro (SP) Vanessa James / Eric Radford (FS) | Piper Gilles / Paul Poirier                                            |
| CHN China           | Jin Boyang                         | Zhu Yi                                  | Sui Wenjing / Han Cong (SP) Peng Cheng / Jin Yang (FS)                         | Wang Shiyue / Liu Xinyu                                                |
| CZE República Checa | Michal Březina                     | Eliška Březinová                        | Jelizaveta Žuková / Martin Bidař                                               | Natálie Taschlerová / Filip Taschler                                   |
| GEO Geórgia         | Morisi Kvitelashvili               | Anastasiia Gubanova                     | Karina Safina / Luka Berulava                                                  | Maria Kazakova / Georgy Reviya                                         |
| GER Alemanha        | Paul Fentz                         | Nicole Schott                           | WD                                                                             | Katharina Müller / Tim Dieck                                           |
| ITA Itália          | Daniel Grassl                      | Lara Naki Gutmann                       | Nicole Della Monica / Matteo Guarise                                           | Charlène Guignard / Marco Fabbri                                       |
| JPN Japão           | Shoma Uno (SP) Yuma Kagiyama (FS)  | Wakaba Higuchi (SP) Kaori Sakamoto (FS) | Riku Miura / Ryuichi Kihara                                                    | Misato Komatsubara / Tim Koleto                                        |
| ROC                 | Mark Kondratiuk                    | Kamila Valieva                          | Anastasia Mishina / Aleksandr Galliamov                                        | Victoria Sinitsina / Nikita Katsalapov                                 |
| UKR Ucrânia         | WD                                 | Anastasiia Shabotova                    | Sofiia Holichenko / Artem Darenskyi                                            | Oleksandra Nazarova / Maksym Nikitin                                   |
| USA Estados Unidos  | Nathan Chen (SP) Vincent Zhou (FS) | Karen Chen                              | Alexa Knierim / Brandon Frazier                                                | Madison Hubbell / Zachary Donohue (RD) Madison Chock / Evan Bates (FD) |

## Resultados

### Programas curtos

#### Masculino
| Pos. | Atleta               | País                | TSS    | TES   | PCS   | SS   | TR   | PE   | CH   | IN   | Ded  | StN | Pts. |
| ---- | -------------------- | ------------------- | ------ | ----- | ----- | ---- | ---- | ---- | ---- | ---- | ---- | --- | ---- |
| 1    | Nathan Chen          | USA Estados Unidos  | 111.71 | 63.85 | 47.86 | 9.54 | 9.39 | 9.64 | 9.61 | 9.68 | 0.00 | 8   | 10   |
| 2    | Shoma Uno            | JPN Japão           | 105.46 | 58.89 | 46.57 | 9.43 | 9.07 | 9.39 | 9.32 | 9.36 | 0.00 | 6   | 9    |
| 3    | Mark Kondratiuk      | ROC                 | 95.81  | 52.81 | 43.00 | 8.57 | 8.29 | 8.64 | 8.75 | 8.75 | 0.00 | 5   | 8    |
| 4    | Morisi Kvitelashvili | GEO Geórgia         | 92.37  | 50.63 | 41.74 | 8.39 | 8.21 | 8.43 | 8.39 | 8.32 | 0.00 | 7   | 7    |
| 5    | Daniel Grassl        | ITA Itália          | 88.10  | 47.18 | 40.92 | 8.18 | 8.00 | 8.21 | 8.32 | 8.21 | 0.00 | 9   | 6    |
| 6    | Jin Boyang           | CHN China           | 82.87  | 43.91 | 39.96 | 8.21 | 7.71 | 7.89 | 8.11 | 8.04 | 1.00 | 4   | 5    |
| 7    | Michal Březina       | CZE República Checa | 76.77  | 36.63 | 40.14 | 8.21 | 7.75 | 8.00 | 8.11 | 8.07 | 0.00 | 3   | 4    |
| 8    | Roman Sadovsky       | CAN Canadá          | 71.06  | 32.27 | 38.79 | 7.79 | 7.64 | 7.61 | 7.86 | 7.89 | 0.00 | 2   | 3    |
| 9    | Paul Fentz           | GER Alemanha        | 68.64  | 33.43 | 35.21 | 7.21 | 6.89 | 6.93 | 7.18 | 7.00 | 0.00 | 1   | 2    |

#### Duplas
| Pos. | Atleta                                  | País                | TSS   | TES   | PCS   | SS   | TR   | PE   | CH   | IN   | Ded  | StN | Pts. |
| ---- | --------------------------------------- | ------------------- | ----- | ----- | ----- | ---- | ---- | ---- | ---- | ---- | ---- | --- | ---- |
| 1    | Sui Wenjing / Han Cong                  | CHN China           | 82.83 | 44.97 | 37.86 | 9.36 | 9.25 | 9.64 | 9.54 | 9.54 | 0.00 | 8   | 10   |
| 2    | Anastasia Mishina / Aleksandr Galliamov | ROC                 | 82.64 | 45.22 | 37.42 | 9.25 | 9.21 | 9.46 | 9.43 | 9.43 | 0.00 | 9   | 9    |
| 3    | Alexa Knierim / Brandon Frazier         | USA Estados Unidos  | 75.00 | 41.02 | 33.98 | 8.36 | 8.39 | 8.61 | 8.54 | 8.57 | 0.00 | 4   | 8    |
| 4    | Riku Miura / Ryuichi Kihara             | JPN Japão           | 74.45 | 39.83 | 34.62 | 8.68 | 8.64 | 8.68 | 8.75 | 8.54 | 0.00 | 5   | 7    |
| 5    | Kirsten Moore-Towers / Michael Marinaro | CAN Canadá          | 67.34 | 34.06 | 33.28 | 8.29 | 8.18 | 8.25 | 8.43 | 8.46 | 0.00 | 7   | 6    |
| 6    | Karina Safina / Luka Berulava           | GEO Geórgia         | 64.79 | 35.59 | 29.20 | 7.39 | 7.21 | 7.32 | 7.29 | 7.29 | 0.00 | 3   | 5    |
| 7    | Nicole Della Monica / Matteo Guarise    | ITA Itália          | 60.30 | 30.75 | 30.55 | 7.82 | 7.50 | 7.29 | 7.86 | 7.71 | 1.00 | 6   | 4    |
| 8    | Jelizaveta Žuková / Martin Bidař        | CZE República Checa | 56.70 | 30.01 | 27.69 | 7.07 | 6.71 | 6.71 | 7.07 | 7.04 | 1.00 | 2   | 3    |
| 9    | Sofiia Holichenko / Artem Darenskyi     | UKR Ucrânia         | 53.65 | 28.23 | 25.42 | 6.39 | 6.18 | 6.29 | 6.64 | 6.29 | 0.00 | 1   | 2    |

#### Dança no gelo
| Pos. | Atleta                                 | País                | TSS   | TES   | PCS   | SS   | TR   | PE   | CH   | IN   | Ded  | StN | Pts. |
| ---- | -------------------------------------- | ------------------- | ----- | ----- | ----- | ---- | ---- | ---- | ---- | ---- | ---- | --- | ---- |
| 1    | Madison Hubbell / Zachary Donohue      | USA Estados Unidos  | 86.56 | 48.50 | 38.06 | 9.50 | 9.32 | 9.57 | 9.54 | 9.64 | 0.00 | 7   | 10   |
| 2    | Victoria Sinitsina / Nikita Katsalapov | ROC                 | 85.05 | 46.92 | 38.13 | 9.50 | 9.46 | 9.43 | 9.64 | 9.64 | 0.00 | 10  | 9    |
| 3    | Charlène Guignard / Marco Fabbri       | ITA Itália          | 83.83 | 47.12 | 36.71 | 9.14 | 9.04 | 9.29 | 9.21 | 9.21 | 0.00 | 9   | 8    |
| 4    | Piper Gilles / Paul Poirier            | CAN Canadá          | 82.72 | 45.47 | 37.25 | 9.25 | 9.11 | 9.43 | 9.39 | 9.39 | 0.00 | 8   | 7    |
| 5    | Wang Shiyue / Liu Xinyu                | CHN China           | 74.66 | 41.66 | 33.00 | 8.25 | 8.07 | 8.39 | 8.21 | 8.32 | 0.00 | 6   | 6    |
| 6    | Natálie Taschlerová / Filip Taschler   | CZE República Checa | 68.99 | 38.68 | 30.31 | 7.54 | 7.36 | 7.68 | 7.64 | 7.68 | 0.00 | 2   | 5    |
| 7    | Misato Komatsubara / Tim Koleto        | JPN Japão           | 66.54 | 37.15 | 29.39 | 7.32 | 7.18 | 7.39 | 7.39 | 7.46 | 0.00 | 1   | 4    |
| 8    | Maria Kazakova / Georgy Reviya         | GEO Geórgia         | 64.60 | 35.00 | 29.60 | 7.36 | 7.21 | 7.50 | 7.46 | 7.46 | 0.00 | 4   | 3    |
| 9    | Oleksandra Nazarova / Maksym Nikitin   | UKR Ucrânia         | 64.08 | 34.16 | 29.92 | 7.50 | 7.36 | 7.54 | 7.43 | 7.57 | 0.00 | 5   | 2    |
| 10   | Katharina Müller / Tim Dieck           | GER Alemanha        | 63.21 | 33.53 | 29.69 | 7.36 | 7.25 | 7.46 | 7.54 | 7.50 | 0.00 | 3   | 1    |

#### Feminino
| Pos. | Atleta              | País                | TSS   | TES   | PCS   | SS   | TR   | PE   | CH   | IN   | Ded  | StN | Pts. |
| ---- | ------------------- | ------------------- | ----- | ----- | ----- | ---- | ---- | ---- | ---- | ---- | ---- | --- | ---- |
| 1    | Kamila Valieva      | ROC                 | 90.18 | 51.67 | 38.51 | 9.46 | 9.43 | 9.82 | 9.71 | 9.71 | 0.00 | 10  | 10   |
| 2    | Wakaba Higuchi      | JPN Japão           | 74.73 | 40.54 | 34.19 | 8.61 | 8.32 | 8.57 | 8.61 | 8.61 | 0.00 | 8   | 9    |
| 3    | Madeline Schizas    | CAN Canadá          | 69.60 | 37.56 | 32.04 | 7.86 | 7.79 | 8.25 | 8.04 | 8.11 | 0.00 | 6   | 8    |
| 4    | Anastasiia Gubanova | GEO Geórgia         | 67.56 | 36.90 | 30.66 | 7.71 | 7.39 | 7.75 | 7.61 | 7.86 | 0.00 | 4   | 7    |
| 5    | Karen Chen          | USA Estados Unidos  | 65.20 | 32.72 | 33.48 | 8.39 | 8.21 | 8.21 | 8.46 | 8.57 | 1.00 | 9   | 6    |
| 6    | Nicole Schott       | GER Alemanha        | 62.66 | 32.52 | 30.14 | 7.50 | 7.39 | 7.61 | 7.54 | 7.64 | 0.00 | 7   | 5    |
| 7    | Anastasia Shabotova | UKR Ucrânia         | 62.49 | 35.63 | 26.86 | 6.68 | 6.50 | 6.79 | 6.82 | 6.79 | 0.00 | 2   | 4    |
| 8    | Eliška Březinová    | CZE República Checa | 61.05 | 33.97 | 27.08 | 6.79 | 6.50 | 7.00 | 6.64 | 6.93 | 0.00 | 3   | 3    |
| 9    | Lara Naki Gutmann   | ITA Itália          | 58.52 | 30.78 | 27.74 | 6.79 | 6.93 | 7.00 | 6.96 | 7.00 | 0.00 | 5   | 2    |
| 10   | Zhu Yi              | CHN China           | 47.03 | 22.34 | 25.69 | 6.57 | 6.46 | 6.07 | 6.64 | 6.36 | 1.00 | 1   | 1    |

### Programas livres
Apenas as cinco primeiras equipes após a disputa do programa curto avançaram para a disputa do programa livre.

#### Duplas
| Pos. | Atleta                                  | País               | TSS    | TES   | PCS   | SS   | TR   | PE   | CH   | IN   | Ded  | StN | Pts. |
| ---- | --------------------------------------- | ------------------ | ------ | ----- | ----- | ---- | ---- | ---- | ---- | ---- | ---- | --- | ---- |
| 1    | Anastasia Mishina / Aleksandr Galliamov | ROC                | 145.20 | 74.97 | 72.23 | 9.07 | 9.04 | 8.75 | 9.25 | 9.04 | 2.00 | 4   | 10   |
| 2    | Riku Miura / Ryuichi Kihara             | JPN Japão          | 139.60 | 70.11 | 69.49 | 8.68 | 8.64 | 8.86 | 8.68 | 8.57 | 0.00 | 2   | 9    |
| 3    | Peng Cheng / Jin Yang                   | CHN China          | 131.75 | 63.35 | 68.40 | 8.54 | 8.43 | 8.46 | 8.75 | 8.57 | 0.00 | 5   | 8    |
| 4    | Vanessa James / Eric Radford            | CAN Canadá         | 130.07 | 64.46 | 65.61 | 8.11 | 8.04 | 8.32 | 8.25 | 8.29 | 0.00 | 1   | 7    |
| 5    | Alexa Knierim / Brandon Frazier         | USA Estados Unidos | 128.97 | 62.74 | 66.23 | 8.36 | 8.21 | 8.11 | 8.39 | 8.32 | 0.00 | 3   | 6    |

#### Masculino
| Pos. | Atleta          | País               | TSS    | TES    | PCS   | SS   | TR   | PE   | CH   | IN   | Ded  | StN | Pts. |
| ---- | --------------- | ------------------ | ------ | ------ | ----- | ---- | ---- | ---- | ---- | ---- | ---- | --- | ---- |
| 1    | Yuma Kagiyama   | JPN Japão          | 208.94 | 116.50 | 92.44 | 9.29 | 9.00 | 9.43 | 9.25 | 9.25 | 0.00 | 4   | 10   |
| 2    | Mark Kondratiuk | ROC                | 181.65 | 95.09  | 86.56 | 8.75 | 8.39 | 8.75 | 8.68 | 8.71 | 0.00 | 3   | 9    |
| 3    | Vincent Zhou    | USA Estados Unidos | 171.44 | 85.24  | 86.20 | 8.71 | 8.46 | 8.54 | 8.75 | 8.64 | 0.00 | 5   | 8    |
| 4    | Jin Boyang      | CHN China          | 155.04 | 78.26  | 76.78 | 7.93 | 7.32 | 7.75 | 7.75 | 7.64 | 0.00 | 2   | 7    |
| 5    | Roman Sadovsky  | CAN Canadá         | 122.60 | 50.10  | 74.50 | 7.57 | 7.36 | 7.14 | 7.68 | 7.50 | 2.00 | 1   | 6    |

#### Feminino
| Pos. | Atleta           | País               | TSS    | TES    | PCS   | SS   | TR   | PE   | CH   | IN   | Ded  | StN | Pts. |
| ---- | ---------------- | ------------------ | ------ | ------ | ----- | ---- | ---- | ---- | ---- | ---- | ---- | --- | ---- |
| 1    | Kamila Valieva   | ROC                | 178.92 | 105.25 | 74.67 | 9.39 | 9.21 | 9.32 | 9.50 | 9.25 | 1.00 | 5   | 10   |
| 2    | Kaori Sakamoto   | JPN Japão          | 148.66 | 76.93  | 71.73 | 9.11 | 8.79 | 9.04 | 8.93 | 8.96 | 0.00 | 4   | 9    |
| 3    | Madeline Schizas | CAN Canadá         | 132.04 | 67.53  | 64.51 | 8.00 | 7.86 | 8.14 | 8.18 | 8.14 | 0.00 | 3   | 8    |
| 4    | Karen Chen       | USA Estados Unidos | 131.52 | 65.68  | 65.84 | 8.25 | 7.96 | 8.29 | 8.29 | 8.36 | 0.00 | 2   | 7    |
| 5    | Zhu Yi           | CHN China          | 91.41  | 42.79  | 50.62 | 6.54 | 6.21 | 6.07 | 6.57 | 6.25 | 2.00 | 1   | 6    |

#### Dança no gelo
| Pos. | Atleta                                 | País               | TSS    | TES   | PCS   | SS   | TR   | PE   | CH   | IN   | Ded  | StN | Pts. |
| ---- | -------------------------------------- | ------------------ | ------ | ----- | ----- | ---- | ---- | ---- | ---- | ---- | ---- | --- | ---- |
| 1    | Madison Chock / Evan Bates             | USA Estados Unidos | 129.07 | 71.81 | 57.26 | 9.43 | 9.29 | 9.64 | 9.71 | 9.64 | 0.00 | 5   | 10   |
| 2    | Victoria Sinitsina / Nikita Katsalapov | ROC                | 128.17 | 71.42 | 57.75 | 9.61 | 9.46 | 9.71 | 9.64 | 9.71 | 1.00 | 4   | 9    |
| 3    | Piper Gilles / Paul Poirier            | CAN Canadá         | 124.39 | 68.73 | 55.66 | 9.21 | 9.11 | 9.32 | 9.36 | 9.38 | 0.00 | 3   | 8    |
| 4    | Wang Shiyue / Liu Xinyu                | CHN China          | 107.18 | 57.41 | 49.77 | 8.29 | 8.14 | 8.36 | 8.39 | 8.29 | 0.00 | 2   | 7    |
| 5    | Misato Komatsubara / Tim Koleto        | JPN Japão          | 98.66  | 54.29 | 44.37 | 7.36 | 7.25 | 7.43 | 7.54 | 7.39 | 0.00 | 1   | 6    |

### Geral por equipes
| Pos.              | País                | M-SP | P-SP | D-SD | L-SP | P-FS        | M-FS        | L-FD        | D-FD        | Pts. |
| ----------------- | ------------------- | ---- | ---- | ---- | ---- | ----------- | ----------- | ----------- | ----------- | ---- |
| Medalha de ouro   | ROC                 | 8    | 9    | 9    | 10   | 9           | 10          | 9           | 10          | 74   |
| Medalha de prata  | USA Estados Unidos  | 10   | 10   | 8    | 6    | 8           | 6           | 10          | 7           | 65   |
| Medalha de bronze | JPN Japão           | 9    | 4    | 7    | 9    | 10          | 9           | 6           | 9           | 63   |
| 4                 | CAN Canadá          | 3    | 7    | 6    | 8    | 6           | 7           | 8           | 8           | 53   |
| 5                 | CHN China           | 5    | 6    | 10   | 1    | 7           | 8           | 7           | 6           | 50   |
| 6                 | GEO Geórgia         | 7    | 3    | 5    | 7    | Não avançou | Não avançou | Não avançou | Não avançou | 22   |
| 7                 | ITA Itália          | 6    | 8    | 4    | 2    | Não avançou | Não avançou | Não avançou | Não avançou | 20   |
| 8                 | CZE República Checa | 4    | 5    | 3    | 3    | Não avançou | Não avançou | Não avançou | Não avançou | 15   |
| 9                 | GER Alemanha        | 2    | 1    | 0    | 5    | Não avançou | Não avançou | Não avançou | Não avançou | 8    |
| 10                | UKR Ucrânia         | 0    | 2    | 2    | 4    | Não avançou | Não avançou | Não avançou | Não avançou | 8    |

Legenda
| Recorde mundial      | Recorde mundial (World record)               |                       | Recorde africano                      | Recorde africano (African) |                                           | Q | Classificado por posição (Qualified) |
| Recorde olímpico     | Recorde olímpico (Olympic record)            | Recorde da América    | Recorde da América (Americas)         | q                          | Classificado por melhor tempo (Qualified) |   |                                      |
| Melhor marca do ano  | Melhor marca do ano (World leading)          | Recorde asiático      | Recorde asiático (Asian)              | DNS                        | Não largou (Did not start)                |   |                                      |
| Recorde nacional     | Recorde nacional (National record)           | Recorde europeu       | Recorde europeu (European)            | DNF                        | Não terminou (Did not finish)             |   |                                      |
| Recorde pessoal      | Recorde pessoal do atleta (Personal best)    | Recorde da Oceania    | Recorde da Oceania (Oceania)          | DSQ / DQ                   | Desclassificado (Disqualified)            |   |                                      |
| Recorde da temporada | Recorde da temporada do atleta (Season best) | Recorde sul-americano | Recorde sul-americano (South America) | NM                         | Sem marca (No mark)                       |   |                                      |